# Schweizers Reagens
Schweizers Reagens (nach dem Chemiker Matthias Eduard Schweizer), auch Cuoxam genannt, ist eine tiefblaue, wässrige Lösung von Tetraamminkupfer(II)-hydroxid mit der chemischen Formel [Cu(NH3)4](OH)2 · 3 H2O. Sie wird zur Herstellung von Kupferseide verwendet, wobei mit der Reagenz Cellulose zu einer breiigen Masse gelöst (Amminkupfer(II)-Cellulose), versponnen und anschließend durch Zugabe einer Säure wieder gefällt wird.

## Herstellung
Schweizers Reagens kann durch Behandlung von Kupferspänen mit einer 20%igen Ammoniaklösung, die etwas Ammoniumchlorid (NH4Cl) enthält, und dem Einblasen von Luft hergestellt werden. Alternativ können Kupferpulver & Salmiakgeist (ohne NH4Cl-Zusatz) benutzt werden – wenn auch die Blaufärbung hier deutlich geringer ausfallen kann. Die Herstellung gelingt auch durch Lösen von Kupfer(II)-hydroxid (Cu(OH)2) oder basischem Kupfer(II)-sulfat (CuSO4 · 3 Cu(OH)2) in wässrigem Ammoniak.